# Трон Кайзера (Керкіра)

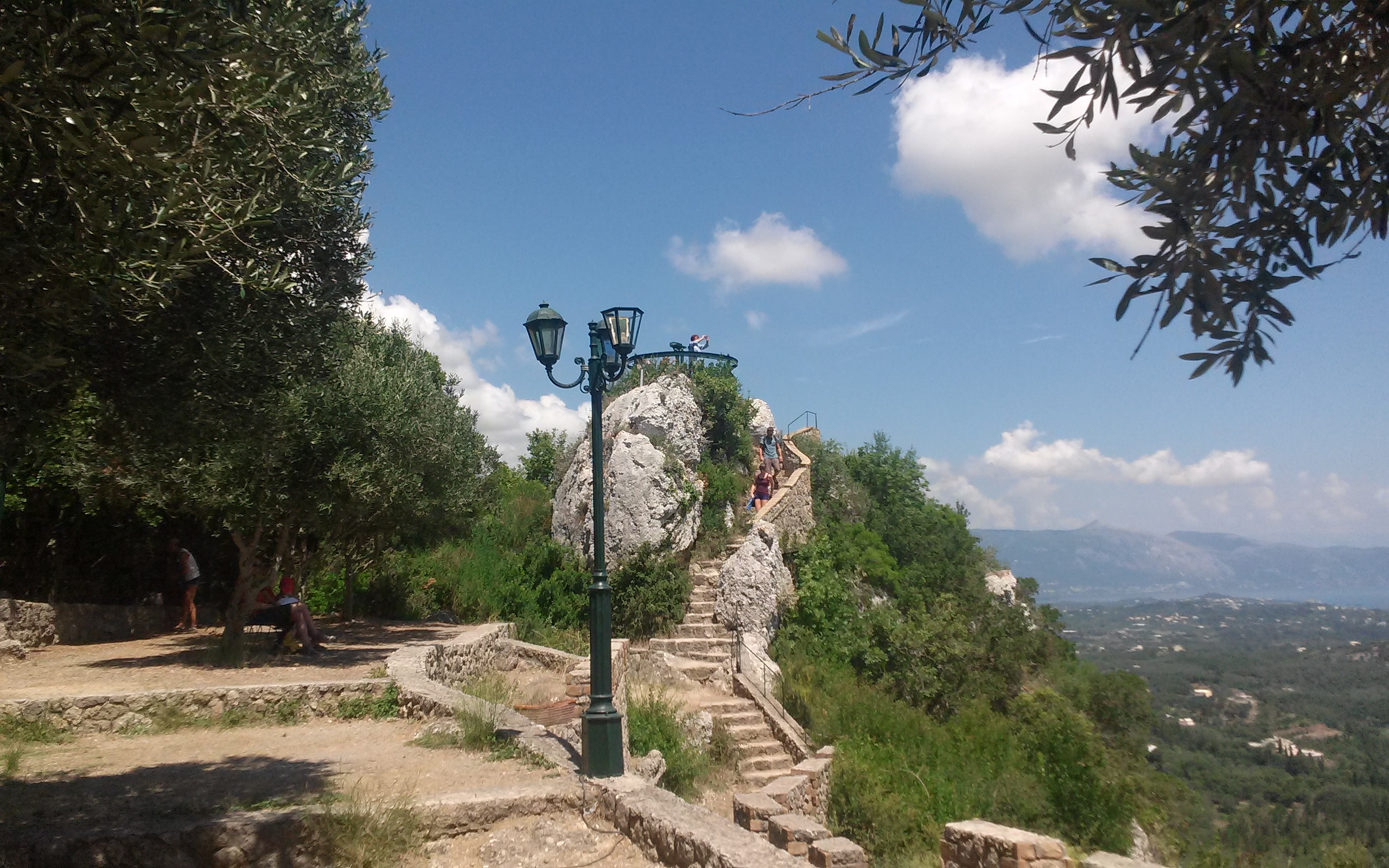

Трон Кайзера (Престол Кайзера, Обсерваторія Кайзера) — оглядовий майданчик, облаштований за наказом кайзера Німеччини Вільгельма II, на одній з вершин острова Керкіра, Греція, поблизу села Пелекас.

## Історія
У період з 1908 року до початку Першої світової війни Вільгельм II із задоволенням проводив літо в палаці Ахілліон на Керкірі (Корфу). Під час перебування він здійснював дипломатичну діяльність, а Ахілліон став центром європейської дипломатії. Згідно історії, окрім району Гастурі та його резиденції, Вільгельм II любив відвідувати певне місце в селі Пелекас, що за 13 км від Старого міста Корфу. Він відпочивав і міркував про свої дії на скельній вершині, милуючись панорамним видом на острів море та спостерігаючи за заходом сонця.

## Сьогоднішній стан
Сьогодні оглядовий майданчик розташовано на висоті 270 метрів над рівнем моря, на платформі, прикріпленій на скелі з оглядом на 360°. До майданчика, обладнаного перилами, ведуть кам’яні сходи, до початку яких можна добратися пішки з села Пелекас або на орендованому автомобілі. Поруч знаходиться кафе та місце для паркування автомобілів.

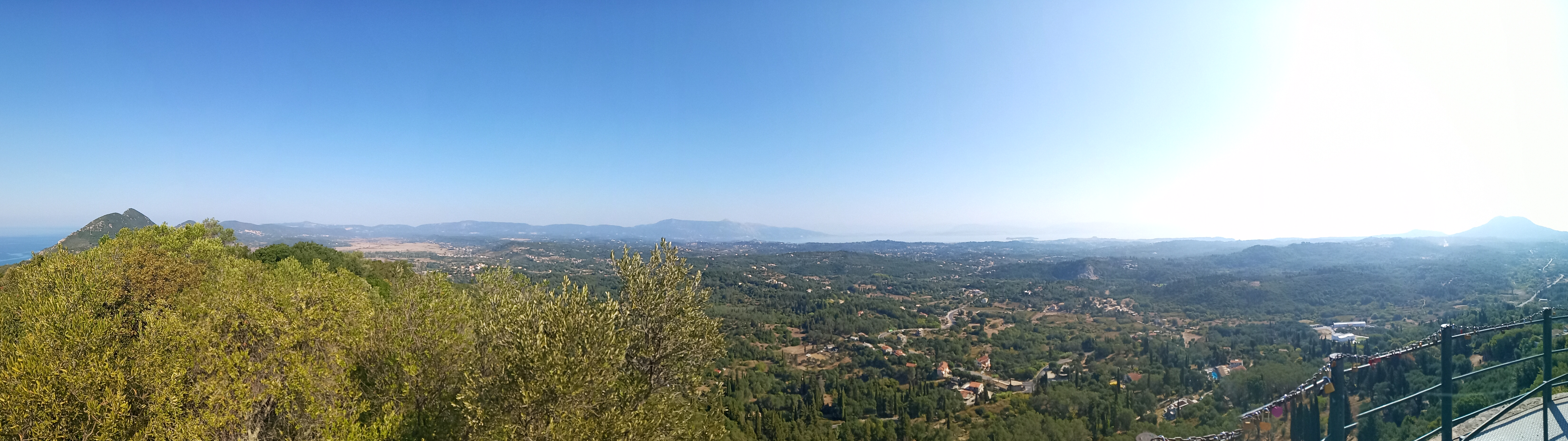
Панорама з Трону Кайзера